# Helicia peekelii
Espèce
Statut de conservation UICN

 VU D2 : Vulnérable
Helicia peekelii est une espèce de plantes à fleurs du genre Helicia de la famille des Proteaceae. Elle est endémique de Papouasie-Nouvelle-Guinée.